# Mr. Bojangles
Mr. Bojangles è una popolare canzone di genere country scritta e incisa nel 1968 dal cantautore statunitense Jerry Jeff Walker e registrata in cover da numerosi artisti rock.
La versione della Nitty Gritty Dirt Band raggiunse nel 1971 il nono posto nelle classifiche di vendita dei dischi di musica pop stilate dalla rivista Billboard.
A differenza di quanto è possibile ritenere, la canzone non fu ispirata dalla figura dell'attore e danzatore di tip tap Bill "Bojangles" Robinson, famoso negli anni trenta come co-starring della bambina prodiglio Shirley Temple, ma da quella - meno nota - di un artista di strada di New Orleans, vagabondo e senzacasa, incontrato in carcere dall'autore. Ugualmente è stato escluso dall'autore di essersi ispirato per comporre il brano al musicista blues di New Orleans Babe Stovall.

## Storia
Secondo il racconto di Walker, un omicidio compiuto nella città della Louisiana nel week intorno al 4 luglio 1965 portò all'arresto di numerose persone, per lo più diseredati che vivevano per strada.
In una cella sovraffollata un uomo avanti con gli anni soprannominato Mr. Bojangles iniziò a parlare con Walker, che era stato arrestato poco prima per ubriachezza, raccontando diversi episodi della sua vita.
Il tono della sua voce si fece particolarmente cupo e triste quando accennò al suo cane che era scappato via da lui. Qualcuno fra i reclusi chiese allora che si facesse qualcosa per rallegrare un po' l'ambiente, e l'uomo rispose iniziando a danzare un tip tap.
Walker sottolinea che tutti gli uomini chiusi nelle celle, per evitare una facile identificazione da parte della polizia, avevano un soprannome, e quello del ballerino era Mr Bojangles.
Nella sua autobiografia Gypsy Songman', Walker specifica che l'uomo che egli incontrò era un bianco. Successivamente, in un'intervista rilasciata alla BBC Radio 4 nell'agosto 2008 ha puntualizzato che, a quel tempo, le celle del carcere di New Orleans erano suddivise secondo linee colorate.

## Cover
Artisti molto diversi fra loro hanno inciso la canzone Mr. Bojangles.
Fra le versioni più conosciute, oltre a quella citata della Nitty Gritty Dirt Band, vi è quella di Bob Dylan che incluse il brano nell'album discografico Dylan, del 1973, contenente interamente brani di musica popolare non scritti di suo pugno.
Fra gli altri artisti che hanno inciso il brano figurano:
- Harry Chapin
- Sammy Davis Jr.
- The Wyvern Community Jazz Orchestra
- Queen Ifrica
- Chet Atkins
- Rod McKuen
- Whitney Houston
- Harry Nilsson
- Harry Belafonte
- Frank Sinatra
- Dave Jarvis
- Elton John
- Lulu
- Arlo Guthrie
- Nina Simone
- Esther Phillips
- John Denver
- David Bromberg
- Neil Diamond
- Tom T. Hall
- King Curtis
- Radka Toneff
- John Holt
- Bermuda Triangle Band
- Robbie Williams
- David Richard Campbell
- Jamie Cullum
- Ray Quinn
- Edwyn Collins
- Frankie Laine
- Cornell Dupree
- Jim Stafford
- Jamie Walker
- Alberto Traversi Quartet
- Michael Grimm
- John Hartford
- Fabrizio Poggi

## Occorrenze
- Il compositore minimalista Philip Glass cita Mr. Bojangles nella sua  opera Einstein on the Beach.
- Homer Simpson canta una versione della canzone fingendo di essere un senzatetto nell'episodio Milhouse Doesn't Live Here Anymore.
- Mr. Bojangles è il nome di un cane di finzione del Saturday Night Live (animal sketches)
- Come detto, Mr. Bojangles è il soprannome con cui è conosciuto il ballerino di tip tap ed attore di colore Bill Robinson (1878-1949).
- È il nome di un artista di strada protagonista dell'undicesimo episodio della quarta serie di Ally McBeal.
- Nella canzone Toast di Tori Amos, tratta dall'album "The beekeper", viene citato Mr. Bojangles